# Sielsowiet Żabinka
Sielsowiet Żabinka (biał. Жабінкаўскі сельсавет, ros. Жабинковский сельсовет) – sielsowiet na Białorusi, w obwodzie brzeskim, w rejonie żabineckim, z siedzibą w Żabince (która nie wchodzi w skład sielsowietu).
W 438 gospodarstwach domowych mieszka 952 osób. Największymi miejscowościami są Wielkie Jakowczyce (296 mieszkańców), Załuzie (138 mieszkańców), Pruska (106 mieszkańców) i Pszenaje (104 mieszkańców). Liczba mieszkańców każdej z pozostałych wsi nie przekracza 80 osób.

## Miejscowości
- agromiasteczko:
  - Wielkie Jakowczyce
- wsie:
  - Bobry
  - Nahorany
  - Nowosady
  - Panciuchy
  - Pruska
  - Pszenaje
  - Putyszcze
  - Raczki
  - Salejki
  - Sienkowicze
  - Załuzie
  - Zielenkowszczyzna